# Alberto Pérez Ferré
Alberto Pérez Ferré   (Alcoi, 23 de maig de 1948) és un polític socialista valencià.

## Biografia
Estudià batxillerat i treballà des dels 14 anys en diverses empreses a Alcoi i Alacant. Militant del PSOE i de la UGT des de 1975, Pérez Ferré representà al partit a la Taula d'Alacant el 1976. Fou membre de l'executiva del PSPV-PSOE des de 1978, primer com a secretari d'organització (càrrec del qua va dimitir l'octubre d'aquell any), després com a vicesecretari general el 1980 i vocal el 1982. El 1995 tornà a ser secretari d'organització del PSPV fins que el 1997 Joan Romero arribara a la secretaria general del partit.
Alberto Pérez Ferré formà part del Senat d'Espanya a la legislatura constituent (accedí en substitució del senador Julián Andúgar que morí mesos enrere) per la circumscripció d'Alacant. Pérez Ferré revalidà l'acta a les eleccions de 1979, 1982, 1986 i 1989. Fou candidat al Congrés dels Diputats també per Alacant a les eleccions generals espanyoles de 1993 i 1996. El 1994 protagonitzà un fet que saltaria a la premsa, durant una votació a la cambra es comptabilitzà el seu vot quan Pérez Ferré no havia assistit a la sessió plenària. També fou diputat a Corts Valencianes a les eleccions de 1983 i 1987.
Abandonà la política activa el 2000 i el 2006 fou proposat pel PSPV per a ser vocal del consell general de la Caixa d'Estalvis del Mediterrani.